# Jürgen Neumann
Jürgen Neumann (* 6. Dezember 1941 in Kaiserslautern; † 25. Dezember 2002 in McKinney, Texas) war ein deutscher Fußballspieler, der in der Saison 1962/63 mit dem 1. FC Kaiserslautern in der Oberliga Südwest die Meisterschaft gewann.

## Laufbahn

### Vereine, 1951 bis 1973

#### 1. FC Kaiserslautern, 1951 bis 1966
Zur Runde 1959/60 wurde der aus der eigenen Jugendabteilung stammende Jürgen Neumann in die Oberligamannschaft der Lauterer übernommen. Noch an der Seite der Weltmeister aus dem Jahre 1954, Horst Eckel und Werner Liebrich, gehörte er sofort der Stammformation der Betzenbergelf an. Bereits am Starttag, am 16. August 1959, stand der noch nicht 18 Jahre alte Nachwuchsspieler in der Mannschaft von Trainer Richard Schneider, die mit einem Auswärtsspiel bei Eintracht Bad Kreuznach die Runde eröffnete. Neumann bestritt in seiner ersten Saison in der Oberliga Südwest 27 Spiele mit vier Toren und der 1. FCK belegte den fünften Platz. In den nächsten zwei Runden platzierte sich Kaiserslautern jeweils auf den 4. Platz im Südwesten und der Verteidiger, Stopper und immer mehr als Außenläufer eingesetzte Neumann hielt seine Einsatzzeiten aus dem Debütjahr. Im Jahre 1961 war er auch in den Spielen um den DFB-Pokal erfolgreich im Einsatz und kam mit seiner Mannschaft bis in das Finale am 13. September 1961 in Gelsenkirchen gegen Werder Bremen. Das Endspiel wurde aber mit 0:2 Toren verloren.
In der Meisterrunde 1962/63 fehlte Jürgen Neumann nur in einem Oberligaspiel und steuerte noch 12 Treffer zum Titelgewinn der Pfälzer mit sechs Punkten Vorsprung vor den Verfolgern Borussia Neunkirchen, FK Pirmasens und Wormatia Worms bei. In der Endrunde bestritt die feste Größe im Lauterer Mittelfeld alle sechs Spiele gegen Hertha BSC, 1. FC Nürnberg und den 1. FC Köln, musste dabei aber auch die sportliche Unterlegenheit bei den deutlichen 2:8 und 1:5 Niederlagen gegen den 1. FC Köln und den 1. FC Nürnberg erleben. Insgesamt bestritt Jürgen Neumann von 1959 bis 1963 für den 1. FC Kaiserslautern in der Oberliga Südwest 108 Spiele mit 22 Toren.
Im Premierenjahr der Fußball-Bundesliga 1963/64 war der linke Außenläufer mit 29 Einsätzen und sechs Toren ein unverzichtbarer Leistungsträger der Betzenbergelf. Er stand auch am ersten Spieltag der neuen Liga am 24. August 1963 beim 1:1-Unentschieden bei Eintracht Frankfurt in der Kaiserslauterer Formation und erzielte mit einem verwandelten Foulelfmeter in der 38. Spielminute die 1:0-Führung der Gäste. In den drei Runden bis 1966 kämpfte der 1. FC Kaiserslautern permanent um den Klassenerhalt. Als am 23. April 1966 der Aufsteiger FC Bayern München mit einem 2:1-Sieg in Kaiserslautern gewann, kassierte Jürgen Neumann in der 38. Minute einen Platzverweis und bestritt dadurch sein letztes Bundesligaspiel für die Pfälzer.

#### FC Zürich und Daring Club Brüssel, 1966 bis 1970
Nach der Runde 1965/66 wechselte er in die Schweiz zum FC Zürich und konnte dort in der Runde 1967/68 im europäischen Messecup zusammen mit Torhüter Karl Grob und Mittelfeldspieler Jakob Kuhn Erfolge gegen den FC Barcelona, Nottingham Forest und Sporting Lissabon feiern und schied erst im Viertelfinale gegen den FC Dundee aus. Mit dem Gewinn der Schweizer Meisterschaft wurde diese Runde der Elf vom Letzigrund gekrönt. Nach zwei Jahren in der Schweiz folgten zwei Runden beim Daring Club Brüssel.

#### Arminia Bielefeld, 1970 bis 1973
Der Aufsteiger in die Fußball-Bundesliga der Runde 1970/71, Arminia Bielefeld, verpflichtete Jürgen Neumann auf Empfehlung von Trainer Egon Piechaczek. Beim Rundenstart am 15. August 1970 bildete er zusammen mit Ulrich Braun und Horst Stockhausen das Bielefelder Mittelfeld bei der 0:3-Niederlage bei Borussia Dortmund. Infolge irreparabler Verschleißerscheinungen konnte der Ex-Lauterer nach diesem Spieltag nicht mehr auf dem Spielfeld für die Arminia um den Klassenerhalt auflaufen. Als „Geldbriefträger“ spielte er dagegen in dieser Runde für Bielefeld noch eine unrühmliche Rolle im Bundesliga-Skandal.

### Auswahlspiele, 1961 bis 1964
Das gerade aus der Jugend in die Oberligamannschaft übernommene Nachwuchstalent des 1. FC Kaiserslautern, Jürgen Neumann, wurde von DFB-Trainer Georg Gawliczek im September 1959 in den Kader der Fußballnationalmannschaft der Amateure für die zwei deutsch-deutschen Ausscheidungsspiele zur Teilnahme an der Olympiaqualifikation gegen die DDR nominiert. Im Rückspiel am 23. September in Düsseldorf, die DFB-Elf gewann mit 2:1 Toren, kam Neumann als Außenläufer zum Einsatz.
Am 15. März 1961 wurde der noch 19-jährige Jürgen Neumann beim Spiel in London gegen England erstmals in die deutsche Juniorennationalmannschaft U23 berufen. Zusammen mit Werner Olk von Bayern München bildete er vor Torhüter Günter Bernard von Schweinfurt 05 das Verteidigerpaar. Die Engländer gewannen das Spiel klar mit 4:1 Toren. Zwei Monate später folgte das zweite Spiel in der Juniorenmannschaft gegen Belgien. Bundestrainer Sepp Herberger führte am 21. März 1962 in Saarbrücken ein Testspiel zweier DFB-Auswahlmannschaften durch. Er bot den Lauterer in der A-Elf vor 40.000 Zuschauern an der Seite von Karl-Heinz Schnellinger als rechten Verteidiger auf. Am 27. November 1963 war er auch bei der erneuten 1:4-Niederlage in Liverpool gegen England wieder mit von der Partie. Die deutsche Läuferreihe spielte in der Besetzung Neumann, Peter Kaack und Werner Lungwitz. Die letzte Berufung in ein DFB-Team erhielt Neumann am 4. März 1964 in Aachen beim Juniorenländerspiel gegen die Türkei.